# Just Testing
Just Testing je desátým studiovým albem rockové skupiny Wishbone Ash, vydaným 18. ledna 1980 u MCA Records. Nahráno bylo převážně v Surrey Sound Studios v Anglii. Pro zakládajícího člena, zpěváka a baskytaristu Martin Turner bylo posledním albem, na kterém vystoupil, než Wishbone Ash vydali v roce 1987 album Nouveau Calls nahrané v obnovené původní sestavě.

## Seznam skladeb
Všechny skladby složil a otextoval Martin Turner, pokud není uvedeno jinak.

### Strana 1
1. "Living Proof" Laurie Wisefield, Claire Hamill – 5:44
2. "Haunting Me" – 4:34
3. "Insomnia" – 5:10
4. "Helpless" Paul Kendrick – 4:03

### Strana 2
1. "Pay the Price" – 3:35
2. "New Rising Star" – 3:58
3. "Master of Disguise" Andy Powell – 4:26
4. "Lifeline" Turner, Powell, Wisefield, Steve Upton – 6:29

## Obsazení
- Martin Turner – baskytara, zpěv
- Andy Powell – kytara, zpěv
- Laurie Wisefield – kytara, zpěv
- Steve Upton – bicí

### Hostující hudebníci
- Claire Hamill – zpěv (na "Living Proof", "Pay the Price" a "Master of Disguise")
- Ian Kew – varhany (na "Master of Disguise")

### Technical personnel
- John Sherry – co-producent
- Martin Moss – záznamový technik
- Bob Broglia – záznamový technik
- Colin Elgie – návrh obalu
- Hipgnosis – fotografie a umělecké zpracování návrhu obalu